# Vittoria Caldoni
Vittoria Caldoni (italien : Vittoria Candida Rosa Caldoni), née en 1805 et décédée après 1876,, est un modèle féminin italien qui a posé pour de nombreux peintres académiques entre 1820 et 1830. Elle est représentée dans plus de cent toiles et sculptures, plus spécialement par des peintres et sculpteurs allemands de la confrérie des Nazaréens et par des peintres académiques russes, dont l'un avec lequel elle s'est mariée : Grigori Laptchenko. En 1839, elle s'est installée en Russie avec son mari où elle vécut jusqu'à sa mort. Jusqu'au début du XXe siècle, l'image de Vittoria Caldoni a été présentée dans les beaux-arts européens, dans la littérature et dans la critique comme l'archétype de la femme italienne et même comme l'incarnation de l'idéal de la beauté, que l'on ne peut pas arriver à transmettre par les moyens de l'art.

## Biographie

### Jusqu'en 1830
Vittoria Caldoni a été enregistrée à sa naissance sous le nom de famille de Caldone, ce qui semble être une erreur du prêtre, car les noms de tous les membres de la famille étaient bien Caldoni. Elle provient de la famille d'un viticulteur pauvre, Antonio Caldoni, qui vivait dans les environs de Rome. À 15 ans, elle est accueillie chez un diplomate collectionneur d'art, August Kestner (de), et présentée à la comtesse Von Reden, épouse de l'ambassadeur de Prusse à Rome. Elle devient camériste et son aspect physique ainsi que ses manières provoquent une impression très favorable sur les artistes qui vivent dans la demeure de l'ambassadeur, qui la choisissent comme modèle pour leurs œuvres. Jusqu'en 1824, la famille Caldoni vit à Rome à la Villa Malta : à cette époque l'église catholique n'approuvait pas les occupations de modèles artistiques et les parents de la jeune fille veillaient à ce que les cercles d'artistes avec lequel leur fille avait à faire ne soient pas trop connus dans leur village d'origine. Mais avec le temps, la famille a changé de point de vue en constatant que leur fille leur apportait des revenus importants, sans pour autant porter atteinte à son honneur. Ses protecteurs ont également appris à Vittoria à lire et à écrire et à connaître des bases de culture générale. Pour que la jeune fille ne reste pas sans héritage, Kestner et Von Reden ont acheté une maison pour les parents de Vittoria dans le village d'Albano Laziale, où les artistes venaient souvent leur rendre visite pour réaliser leurs peintures avec Vittoria comme modèle. Ils donnent également aux parents des sommes d'argent importantes pour que leur fille ne soit pas obligée de devenir modèle professionnel,. Vittoria Caldoni était réputée pour sa modestie, elle rejetait toutes les propositions de mariage ou sentimentales et refusait de poser nue. Elle refusait de demander de l'argent pour des séances qui avaient lieu sous la surveillance de sa mère et pour gagner sa vie elle faisait de l'artisanat. Les artistes romantiques allemands la dépeignaient sous les traits d'une paysanne ou d'une jeune femme de la fin du Moyen Âge ou de la Renaissance, ou encore d'un modèle de sujets religieux. Beaucoup de peintres l'ont représentée : Horace Vernet, Johann Friedrich Overbeck, Franz Xaver Winterhalter et les sculpteurs Bertel Thorvaldsen, Rudolf Schadow et d'autres l'ont prise comme modèle en sculpture.

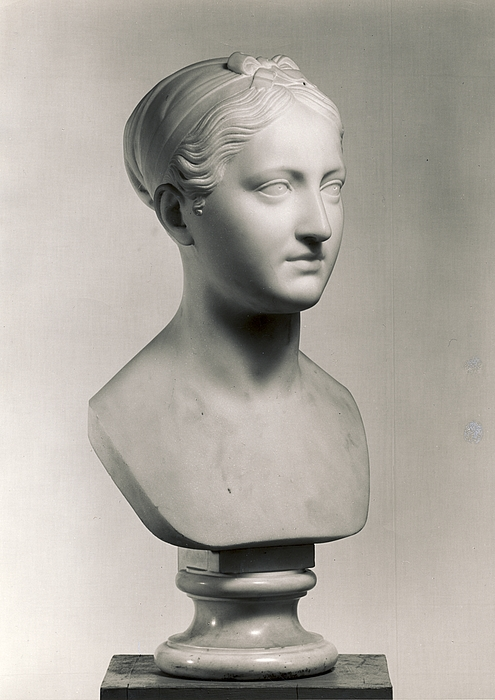
Bertel Thorvaldsen. Portrait de Vittoria Caldoni 1821. Musée Thorvaldsen, Copenhague.

Stepan Chevyriov a visité Albano Laziale au mois de juin 1830 et en a laissé une description enthousiaste :

« …J'ai rencontré la merveilleuse Vittoria et je l'ai reconnue d'après le portrait de Horace Vernet qui lui ressemble mais est en dessous de l'original. <…> Quelles belles arcades entourent ses sourcils ! Un arc-en-ciel ne ferait pas mieux. Un nez romain sans défaut, que le portrait offert par le peintre avait gracieusement esquissé ; des yeux gris, ardents, avec de longs cils ; la taille petite ; des vêtements de campagne. Elle marchait avec sa sœur. Les artistes planaient au dessus d'un idéal de beauté ; elle leur parlait si modestement, si gentiment, sans coquetterie, comme si elle savait d'instinct que ce qu'ils aiment ce n'est pas la beauté vénale, la jouissance d'un instant, mais la beauté idéale. Je l'ai vue s'incliner devant Bertel Thorvaldsen, le patriarche aux cheveux gris des artistes locaux et parler avec lui. Elle regardait le vieil homme avec un sourire si doux et si aimable. »

Dans les années 1820-1830, un culte s'est développé autour de Vittoria Caldoni, soutenu par des romantiques allemands et des peintres académiciens russes. Dans le répertoire présenté dans sa thèse, A. Gold (2009) renseigne 130 œuvres de peintres et sculpteurs allemands, danois et russes de Caldoni. Il faut ajouter que la plupart des portraits russes du modèle n'ont pas encore été identifiés. Selon R. Jouliani, explorateur de la personnalité et de l'image de Caldoni dans la culture, « la beauté d'Albano était si réputée, qu'elle arriva à la connaissance de Goethe lui-même, et de Louis Ier de Bavière (pour sa Galerie des Beautés). Le fils de Goethe, Julius Auguste von Goethe, meurt subitement quelques jours après son arrivée à Rome (le 28 octobre 1830), mais a encore le temps de voir la célèbre modèle. La plupart des portraits à l'huile et au crayon sont l'œuvre de Julius Schnorr von Carolsfeld, pour qui la tâche de représenter Caldoni le plus fidèlement possible s'est transformée en une sorte d'obsession. Plusieurs portraits ont été réalisés dans les années 1820-1821 par Theodor Rehbenitz, et il est revenu vers Vittoria dans les années 1840 puis 1860, peignant son portrait à l'huile sur d'anciens croquis réutilisés.
Quatre portraits de Vittoria ont été conservés dans les collections du roi Louis Ier de Bavière. En plus de la toile de Johann Friedrich Overbeck, vers 1825, le roi a fait l'acquisition de deux têtes sculptées, l'une de Rudolf Schadow et l'autre d'Émile Wolf. Un peu plus tard, le roi commande à August Riedel un portrait de Vittoria en pied et habillée de robes du soir.
|                                  |
| Johann Friedrich Overbeck, 1821. |

|                   |
| T Rebenits, 1821. |

|                     |
| I. Zettegast, 1842. |

|                                      |
| Julius Schnorr von Carolsfeld, 1822. |

Les romantiques allemands ont cherché à présenter V. Caldoni comme l'image d'une beauté céleste, purifiant son image des imperfections terrestres.

### Vittoria Caldoni et les peintres russes

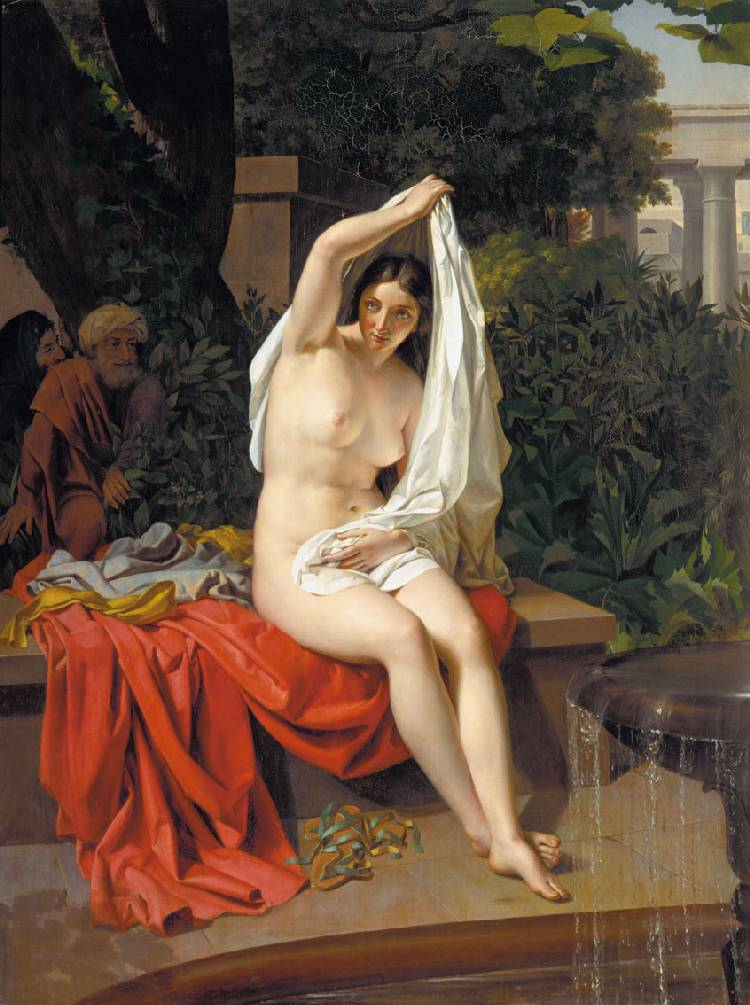
Grigori Lapchenko. Suzanne et les Vieillards,, 1831, Musée russe.

Au début de l'année 1831, arrivent à Albano Laziale deux artistes russes pensionnaires de l'Académie des beaux-arts : Alexandre Ivanov et Grigori Laptchenko. Le voyage d'Ivanov est payé par la Société impériale d'encouragement des beaux-arts, celui de Laptchenko par le comte Mikhaïl Semionovitch Vorontsov. Les deux peintres sont devenus amis, se soutiennent moralement et louent des ateliers voisins dans le centre de Rome. Arrivés au village d'Albano, ils descendent directement à la maison de la famille Caldoni et trouvent rapidement un terrain d'entente avec Vittoria. Selon R. Jouliani, ils se sont comportés de manière plus simple et plus propre que les Allemands. Dans les lettres d'Ivanov à sa sœur de l'été 1831, il est fait mention plusieurs fois de ce qu'ils avaient dit au sujet de Vittoria.
Après un été passé à Alabano, Alexandre Ivanov part visiter l'Italie, tandis que Laptchenko reste au village. Ce dernier conçoit son tableau sur le sujet académique de Suzanne et les Vieillards, très populaire dans la culture russe. L'esquisse en a été réalisée par Ivanov, mais Vincenzo Camuccini l'a critiquée et Ivanov a abandonné ce sujet. Vittoria, qui a 26 ans, accepte de poser nue pour Laptchenko et pour la première fois de sa vie. Le 10 octobre 1831, Laptchenko signale à l'académie qu'il a terminé sa toile. Elle est transportée à Saint-Pétersbourg et exposée dans la salle d'exposition de l'académie ouverte en octobre 1833. La composition de la toile suivait strictement les canons académiques si bien que le corps de Suzanne était transposé de manière sculpturale, Laptchenko se permettant toutefois un certain érotisme, toléré à cette époque en Russie. En même temps, la pose de Suzanne était quelque peu inhabituelle, sèche, et les feuilles des plantes de l'arrière-plan semblent plutôt forgées dans du métal. Le professeur de Laptchenko à Saint-Pétersbourg Andrey Ivanovich Ivanov, père d'Alexandre Ivanov, n'a pas apprécié ce tableau. Il écrivit à son fils Alexandre que Laptchenko n'a pas présenté la Suzanne biblique au public, mais une quelconque modèle placée de telle manière qu'elle séduise le spectateur. Toutefois, bien qu'il condamnât la composition du point de vue moral, il lui reconnaissait des attraits artistiques intéressants, surtout le contraste entre la partie ombrée de la toile et la chemise blanche de Suzanne ainsi que la blancheur de son corps dénudé. L'empereur Nicolas Ier, après avoir visité l'exposition, ordonna de déplacer la toile dans une autre salle pour ne pas susciter d'émoi au sein du public.

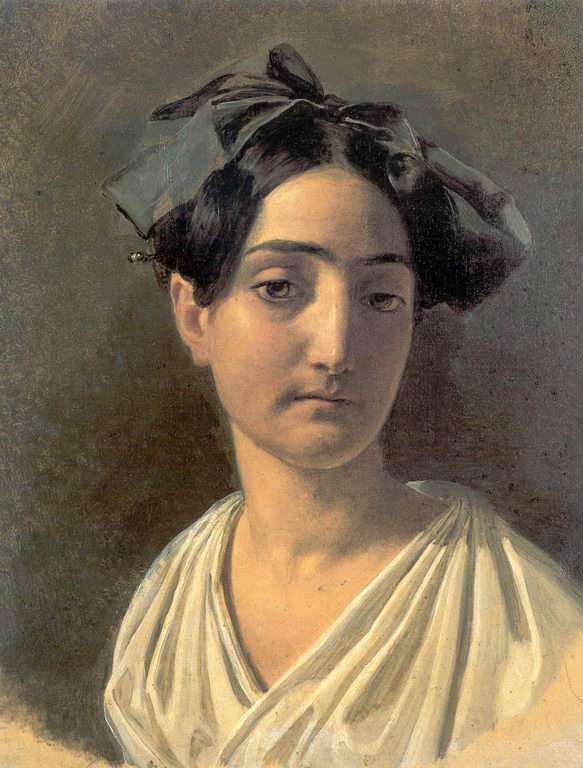
Alexandre Ivanov, Portrait de Vittoria Caldoni, Musée russe (1834).

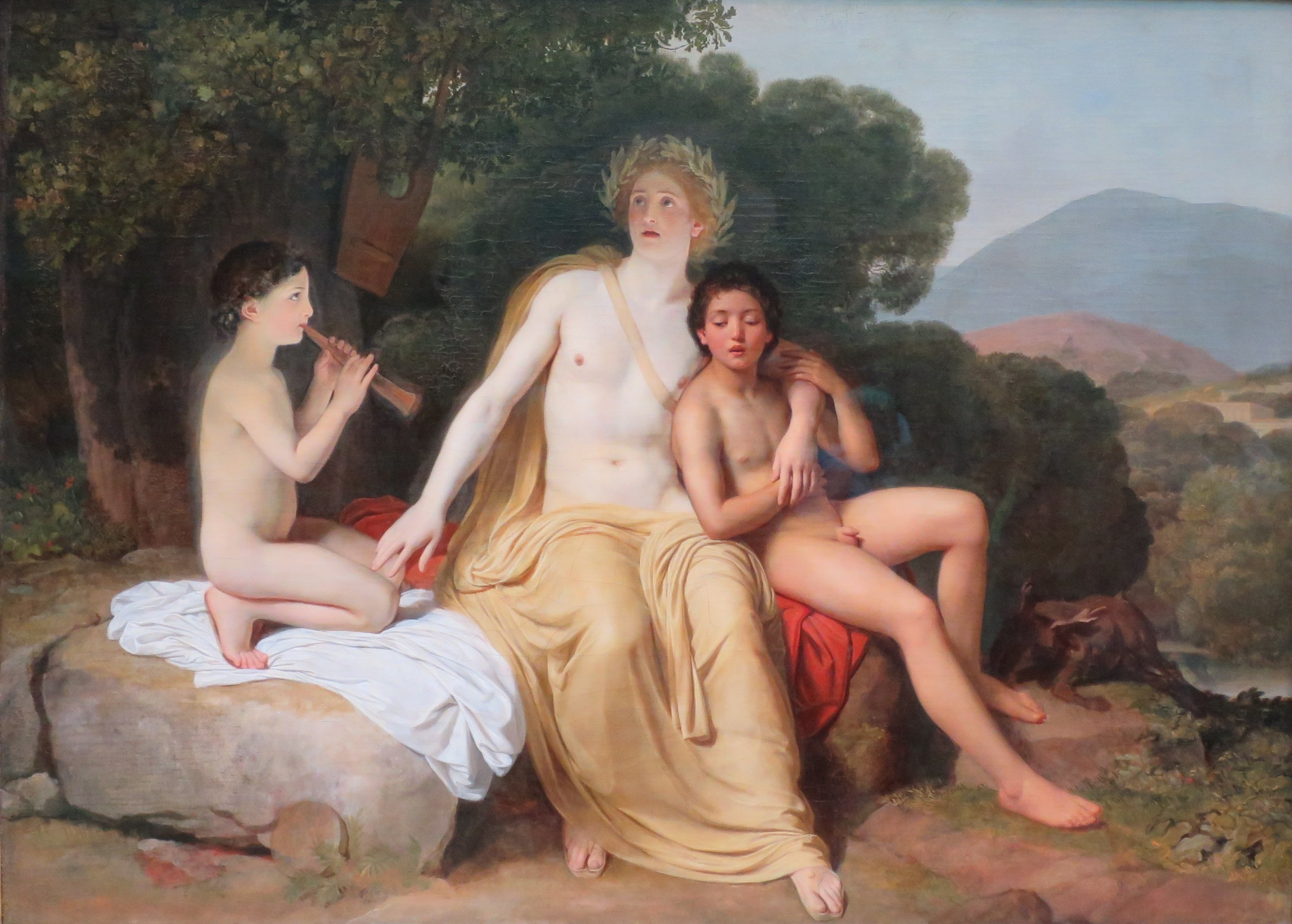
Alexandre Ivanov : Apollon, Hyacinthe et Cyparisse, s'occupant de musique et de chants (1834).

Dans ses lettres de 1833, Ivanov mentionne que Laptchneko a réalisé un autre portrait de Vittoria. On suppose que cette composition a été conservée à Rome mais qu'en tout cas elle rappelait Matin italien de Karl Brioullov, avec toutefois certaines techniques propres à Laptchenko, comme ses teintes métalliques caractéristiques. À la même époque, Alexandre Ivanov s'est intéressé quant à lui à Vittoria Caldoni pour sa composition La belle vigneronne d'Albano. Elle a posé pour lui pour le tableau L'Apparition du Christ à Marie Madeleine après la Résurrection,. L'une des transpositions les plus particulières de Vittoria Caldoni dans la peinture d'Alexandre Ivanov se retrouve dans Apollon, Hyacinthe et Cyparisse, s'occupant de musique et de chants. Cette toile assez extraordinaire, remarque Dominique Fernandez, « montre le dieu, nu, entouré de ses deux amants mythologiques, deux jouvenceaux, nus également, qui se blottissent contre lui et reçoivent ses caresses avec le plus parfait naturel. Sous prétexte de leur enseigner la musique, leur maître initie ses disciples à bien d'autres jeux. ». Selon un certain nombre de critiques, l'image juvénile de Cyparisse présente le cou, l'ovale du visage, le nez, les sourcils, la façon de baisser les yeux propre à Vittoria. La même année, le peintre a essayé de réaliser un portrait à part entière de Vittoria Caldoni en s'y essayant par plusieurs croquis graphiques ; certains d'entre eux sont considérés comme des œuvres à part entière. Le portrait final se trouve aujourd'hui au Musée russe. Sa composition est simple et claire, la principale dominante étant l'ovale du visage, encadré par une coiffure simple et un châle sur les épaules ; le ruban lilas dans les cheveux fait écho au ton de l'arrière-plan ; aux reflets sur le châle correspondent des rehauts bleuâtres sur les cheveux bleu-noir du modèle. Pour le critique Jouliani, le portrait d'Alexandre Ivanov est dépourvu de chaleur ; peut-être cela provient-il de la timidité de l'artiste devant une femme modèle aussi belle et réputée. Mais il a lui-même écrit qu'il n'était pas capable de saisir correctement l'image de Vittoria. Au printemps 1834, Alexandre Ivanov écrit à Laptchenko qu'il a décidé de peindre Vittoria en Notre Dame des Affligés. Dans la même lettre et pour la première fois, il est fait mention des rapports privés entre le modèle Vittoria et le peintre Laptchenko qui se sont clairement transformés en une relation plus profonde. Ivanov écrit encore : «Si tu m'avais clairement annoncé qu'elle était ta promise, j'aurais eu un respect aussi profond pour elle que pour toi ». L'historien d'art russe Mikhaïl Alpatov, en se basant sur certains indices provenant de ses lettres, prétend qu'Ivanov était aussi tombé amoureux de Vittoria.

### Mariage et vie en Russie

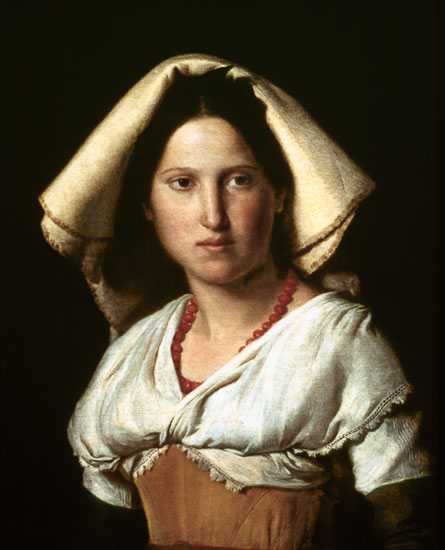
Victor Orsel Musée des beaux-arts de Lyon, Portrait de Vittoria Caldoni, 1820.

Les relations entre Vittoria Caldoni et Grigori Laptchenko ont suscité une réaction dans le milieu artistique romain alors que jusque-là on ne se préoccupait pas de ce modèle. Alexandre Ivanov fut ému, il lui semblait qu'un ami s'éloignait définitivement de son atelier de peinture. À cette époque s'était déclarée la maladie de Laptchenko, probablement une dystrophie de la rétine. Sa vue s'était considérablement affaiblie, ce qui affectait la qualité de son travail de peintre qu'il n'avait pas encore abandonné. C'est pourquoi le travail sur le tableau Portrait d'une paysanne romaine (une jeune femme avec un panier à pain, dont Vittoria est probablement le modèle) a été fortement retardé. Finalement, le tableau achevé a été présenté au tsarévitch Alexandre II lors de sa visite à Rome en 1839. Bien que le tableau ait été acheté à un prix généreux, on n'en trouve plus trace après cet achat.
Les mariages entre les modèles italiens et les artistes étrangers (y compris les Russes) n'étaient pas rares à cette époque mais nécessitaient un changement de confession religieuse. Oreste Kiprensky, pour épouser Anne-Marie Falcucci, a été obligé de se convertir au catholicisme, car les mariages entre les orthodoxes et les catholiques étaient interdits dans les États pontificaux. La question du changement de religion des époux Laptchenko reste insoluble. Dans un questionnaire sur sa biographie rempli en 1869, Laptchenko affirme qu'il s'est marié le 29 septembre 1839 et que ni lui ni Vittoria n'avaient changé de confession. А. Gold, dans sa thèse, écrit au contraire que Vittoria Caldoni s'est convertie à l'orthodoxie. Le lieu de leur mariage reste inconnu, mais ce n'était en tout cas pas à Albano Laziale, car on n'en trouve pas trace dans les registres paroissiaux de la petite ville. Il existe une version de cette affaire selon laquelle ils se sont mariés secrètement en Italie (par exemple dans une église russe proche de l'ambassade), et qu'ils ont régularisé leur situation en Russie où il n'était pas nécessaire d'être de même confession pour se marier, le prêtre orthodoxe faisant seul autorité en ces matières.
Au printemps 1839, les époux Laptchenko-Caldoni étaient déjà en Russie. L'artiste a fait passer sa propriété immobilière au nom de Vittoria à titre de protection en capital à l' avantage de Vittoria. Avant de partir, il a acheté un vignoble en demandant un prêt d'argent à la sœur de Vittoria dénommée Clementine ; il a chargé Alexandre Ivanov de gérer en son absence son patrimoine mobilier et immobilier italien. Pour que Vittoria puisse comprendre sans traducteur ce qu'on lui écrirait, il a demandé de traiter toute la correspondance en italien. Les lettres d'Ivanov sont, en fait, les sources principales qui permettent de reconstituer la vie des époux Laptchenko en Russie.
En 1841 (ou peut-être en 1843), naît le fils unique du couple : Sergueï. Dans les années qui suivirent, en 1841-1842, Laptchenko se trouvait dans une situation financière difficile et était souffrant. Il a demandé d'obtenir le titre d'académicien en présentant son tableau Suzannne surprise par les vieillards réalisé en 1831 et cela lui fut accordé. La toile a été acquise par l'Académie des beaux-arts. La situation des parents de Vittoria en Italie n'était pas meilleure : à en juger par les lettres envoyées par Alexandre Ivanov, le vignoble ne rapportait pas de revenus suffisants et il fallait qu'Ivanov soutienne matériellement les parents de Vittoria. Il conseille à Laptchenko de revenir en Italie, mais son ami ne l'a pas suivi sur cette voie. En 1846, le père de Vittoria, Antonio Caldoni, est décédé.
La situation matérielle des époux Laptchenko s'est grandement améliorée dans les années 1840, mais cela s'est accompagné de déplacements sans fin d'un endroit à un autre. Le dernier portrait de V. Caldoni d'après nature a été peint par Anna Susanna Fries vers 1850 à Dresde. Après la mort d'Alexandre Ivanov en 1858 le nombre de sources disponibles pour étudier la vie du couple Laptchenko-Caldoni s'est considérablement réduit. Laptchenko a essayé de continuer à peindre, mais la faiblesse de sa vision ne lui permettait plus de réaliser des performances techniques. En 1868, les époux sont partis à Daugavpils, où leur fils a enseigné dans un gymnase local en 1871 et 1872. Dès lors, le couple dépend entièrement du fils Sergueï et de ses déplacements. En 1866, ils ont un petit-fils appelé Platon, fils de Sergueï. À partir de 1871, la famille Laptchenko a déménagé à Saint-Pétersbourg. À la fin de sa vie, Laptchenko a obtenu le titre officiel d'artiste, ce qui l'assimilait à un conseiller titulaire dans la Table des Rangs (soit au rang de classe IX). Vers 1870, plusieurs photographies ont été réalisées du visage de Vittoria Caldoni qui prouvent qu'elle avait conservé les traces de sa beauté ancienne, des cheveux noirs non grisonnants. Son mari Grigori Laptchenko est décédé en 1876 dans la pauvreté et son épouse lui survécut assez longtemps. En 1885, la famille a commencé à constituer un album de photos qui s'avère être un des seuls témoignages conservés (il se trouve dans les archives du Musée russe). La date de la mort de Vittoria Caldoni n'est pas connue, mais elle s'est produite au plus tard en 1890. Les archives paroissiales ne mentionnent pas son nom dans le registre des décès.

## Dans l'art et la littérature

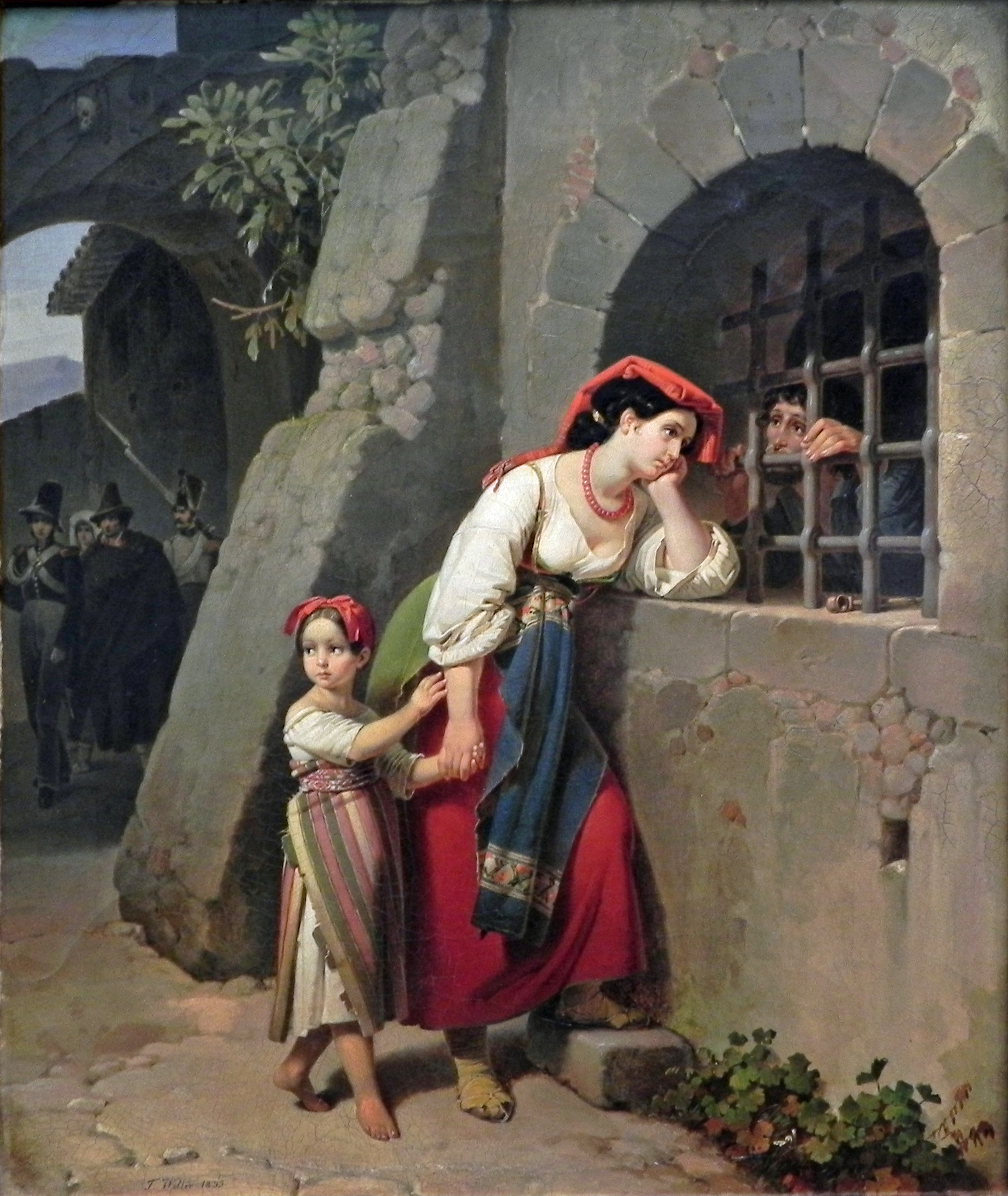
Theodor Leopold Weller. Rencontre avec un prisonnier, 1835. Pour ce tableau, Vittoria Caldoni a posé en vêtements traditionnels d'Albano Laziale.

Avec la diffusion dans l'art européen du romantisme et de l'historisme, au tournant des XVIIIe siècle et XIXe siècle, est apparue la mode des modèles italiens et de l'Italie en général. Le peintre historique Vincenzo Camuccini, directeur de l'Accademia di San Luca de Rome de 1806 à 1844, a œuvré pour encourager cette tendance. À Rome ont été ouvertes des représentations des académies des beaux-arts étrangères (en particulier l'Académie de France à Rome) ; des colonies d'artistes étrangers ont commencé à apparaître. Les modèles italiens sont très demandés, leur statut social se modifiait et elles épousaient des artistes étrangers. Ainsi Fortuna Segatori, originaire de Subiaco, est devenue l'épouse du peintre anglais Charles Coleman. À cette époque s'est formée une certaine spécialisation : les modèles romains, des citadins, posaient plus souvent nus tandis que les paysans des environs de Rome (comme ceux d'Albano) posaient plutôt en costume national. Un nouveau genre s'est également développé dans les beaux-arts : des portraits d'italiens incarnant le type d'homme rousseauiste, idéal de l'homme naturel. Selon le critique d'art réputé G. Pensgen, le succès de Vittoria Caldoni s'expliquait parce qu'en elle « a été atteinte la fusion parfaite de la perfection classique des traits, de la pureté d'une vierge et de la décence bourgeoise ».
R. Giuliani a montré le rôle de Vittoria Caldoni dans la formation de l'image de l'Annunziata dans le roman éponyme de Nicolas Gogol des années 1838-1839 et plus tard dans celui de Rim (Rome en français) du même auteur. Bien que Gogol connusse Laptchenko, il n'y a pas de preuve d'une rencontre personnelle de l'écrivain avec Vittoria Caldoni. Dans sa première variante, la source d'inspiration de l'écrivain était un portrait créé par le peintre allemand Franz Ludwig Catel, possédant plusieurs variantes graphiques. Celles-ci étaient considérées comme perdues jusqu'à ce qu'on les retrouve dans la collection de l'Ermitage en 1990. Elles étaient conservées dans l'album de Vassili Joukovski qui a peut-être été acquis en Italie en 1833 ou entre 1838 et 1839.

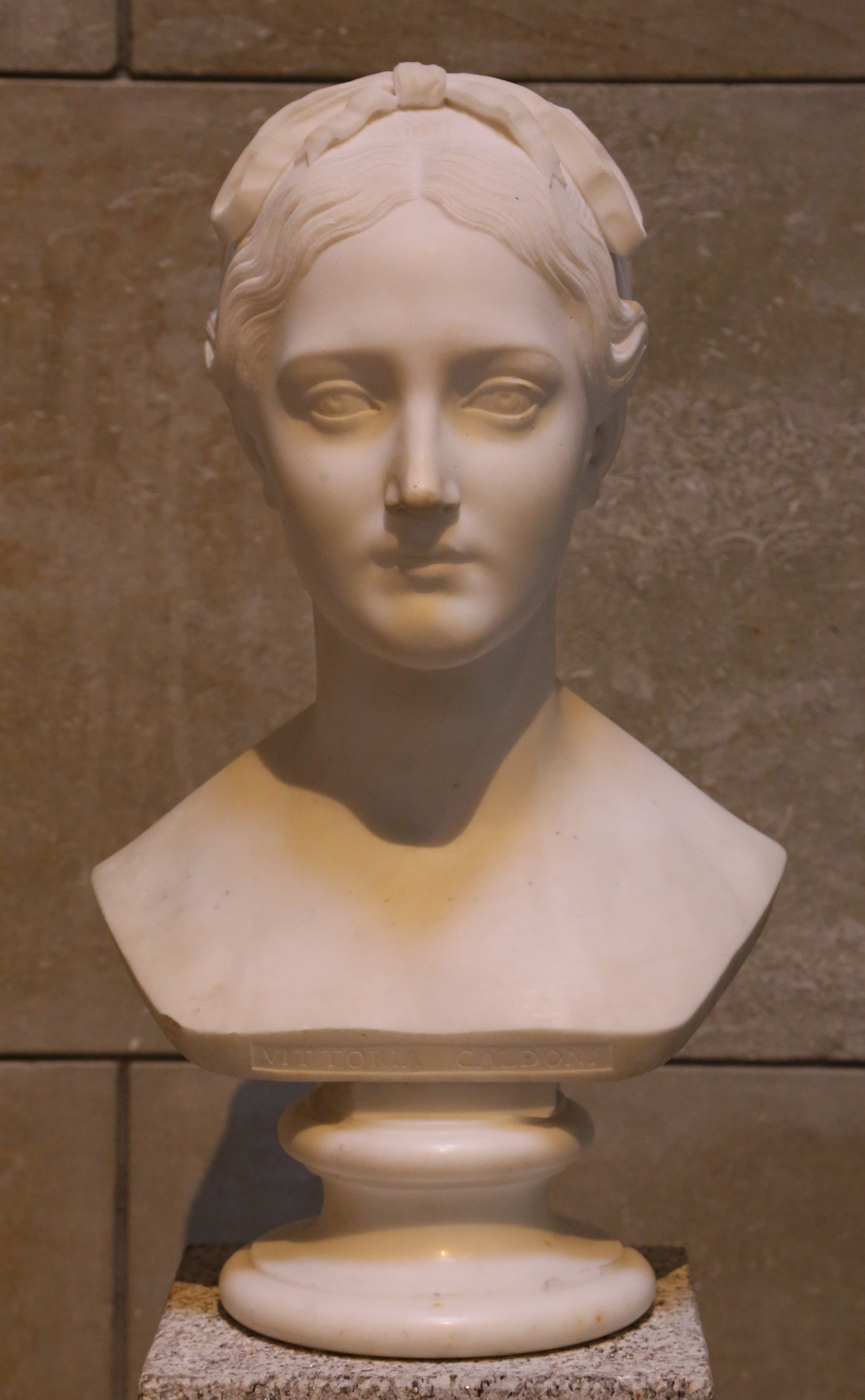
Rudolf Schadow. Portrait de Vittoria Caldoni, 1821. Neue Pinakothek, Munich.

L'image de Vittoria Caldoni a été utilisée par l'historien d'art Carl Friedrich von Rumohr dans sa théorie sur l'art. Dans le premier chapitre de ses études italiennes (Italienische Forschungen, 1827), il a compté 44 portraits du modèle et est arrivé à la conclusion que l'harmonie de ses proportions et de ses formes dépassait les possibilités de représentation artistique. Cette idée a été répétée dans de nombreux textes et discussions des cercles de romantiques de l'époque. L'idée de Carl von Rumorh a fait l'objet de critiques de la part de Nikolaï Tchernychevski, dans sa thèse intitulée Relations esthétiques de l'art à la réalité défendue à Saint-Pétersbourg le 10 mai 1855 et publiée la même année dans un ouvrage distinct. Tchernychevski a réfuté l'affirmation de von Rumohr selon laquelle Vittoria Caldoni incarnait l'idéal de la beauté parfaite : « Vittoria était une beauté particulière, mais comme individu on ne peut être parfait, cela c'est résolu ».
Les images de la paysanne d'Albano, réfractées dans l'Annunziata de Nicolas Gogol et dans la peinture d'Alexandre Ivanov, sont restées présentes d'une manière ou d'une autre jusqu'au début du XXe siècle dans la poésie et la prose russe. En Occident, l'image visuelle du modèle, basée sur des peintures d'artistes du mouvement nazaréen était plus populaire. À ce titre, Pablo Picasso s'est adressé à eux et a créé en 1953 un portrait de Vittoria Caldoni suivant la technique de la lithographie.
Dans les années 1980, l'intérêt pour l'étude du rôle de Vittoria Caldoni dans l'histoire de l'art s'est accru d'abord en raison de la révision de la vision de l'art académique. En 1995 a été publié le livre de R Giuliani, spécialiste des relations culturelles russo-italiennes au sein de l'Université de Rome « La Sapienza », qui a considérablement accru l'intérêt pour Vittoria Caldoni en Italie. En 2006, l'auteur a encore écrit un chapitre sur V. Caldoni dans une étude sur la période italienne de la vie de Nicolas Gogol. Trois ans plus tard l'étude a été traduite en langue russe. En 2012, R. Giuliani a encore publié une biographie précise de Vittorai Caldoni en italien, qui a ensuite été traduite en langue russe. En 2006-2009, en Allemagne ont été présentées deux thèses : l'une par Ulrike Koeltz de l'Université de Dortmund et l'autre par Amrei Heitkoetter de l'Université de Münster. Dans cette dernière, la vie de V. Caldoni a été étudiée dans le contexte des célèbres modèles des XVIIIe siècle et XXe siècle : Sarah Siddons, Lady Hamilton et Jane Morris. Il faut remarquer que la vie de Vittoria Caldoni est encore mal connue surtout celle qui s'est déroulée après son départ pour la Russie. Même la date de sa mort est inconnue.